# Vipera sachalinensis
Vipera berus sachalinensis là một loài rắn trong họ Rắn lục. Loài này được Zarevsky mô tả khoa học đầu tiên năm 1917.

## Hình ảnh

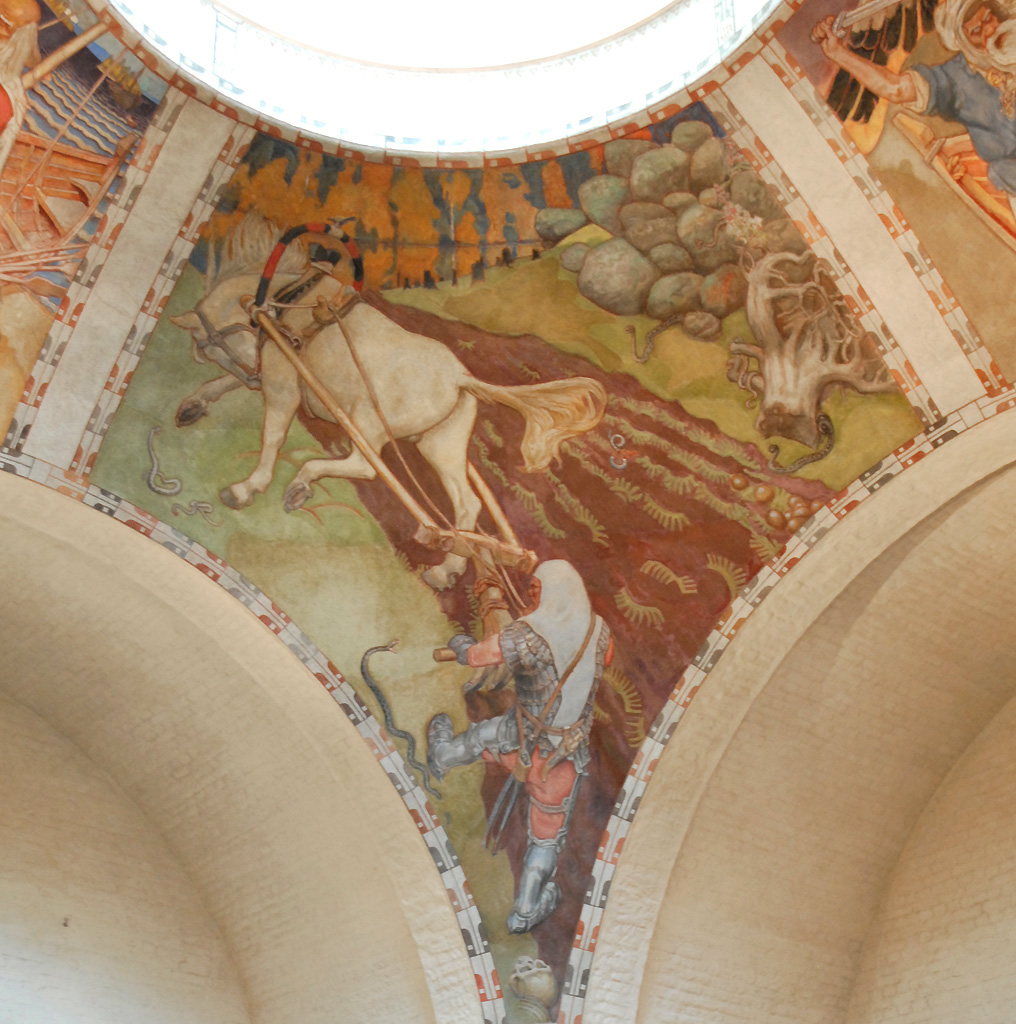
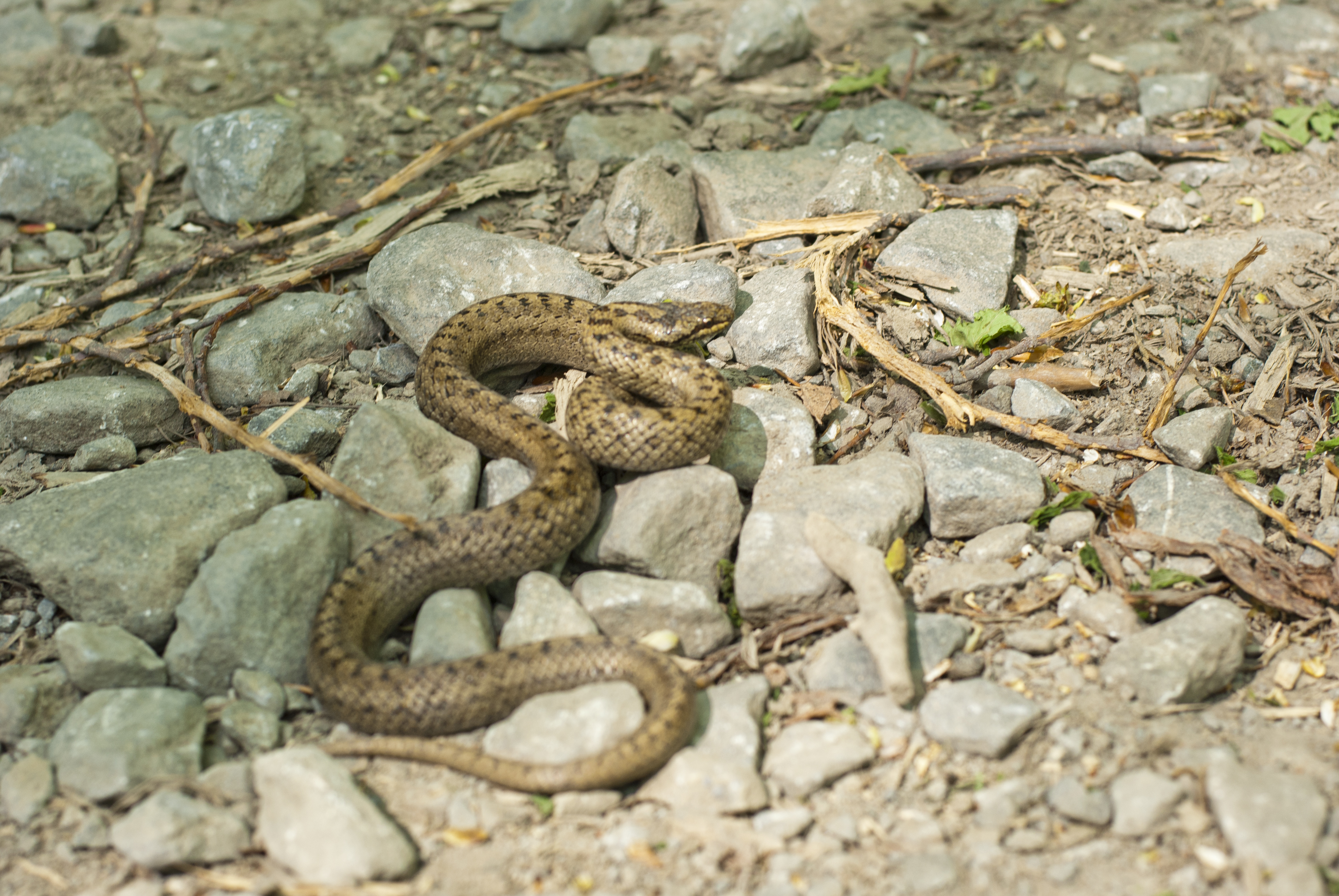
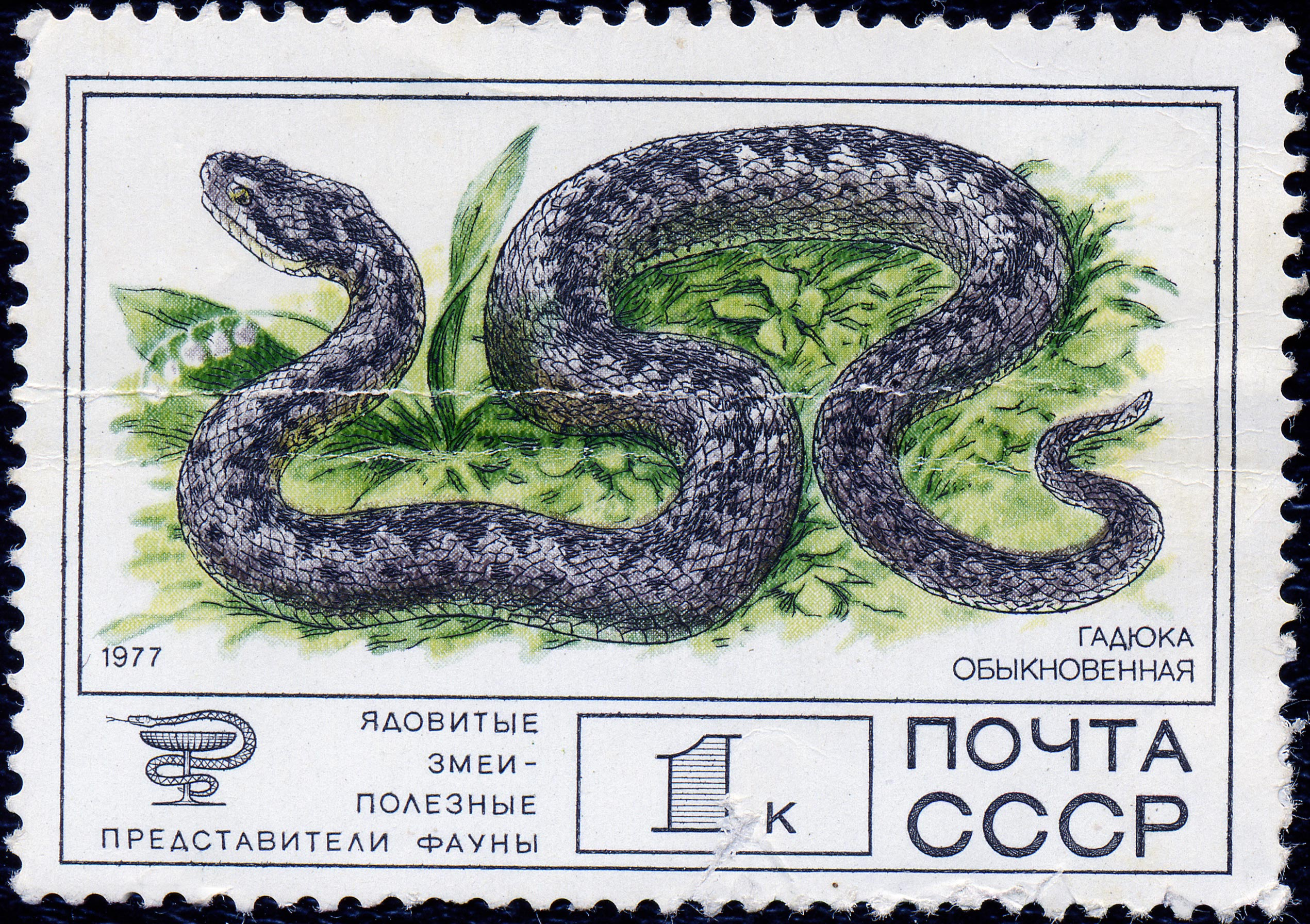
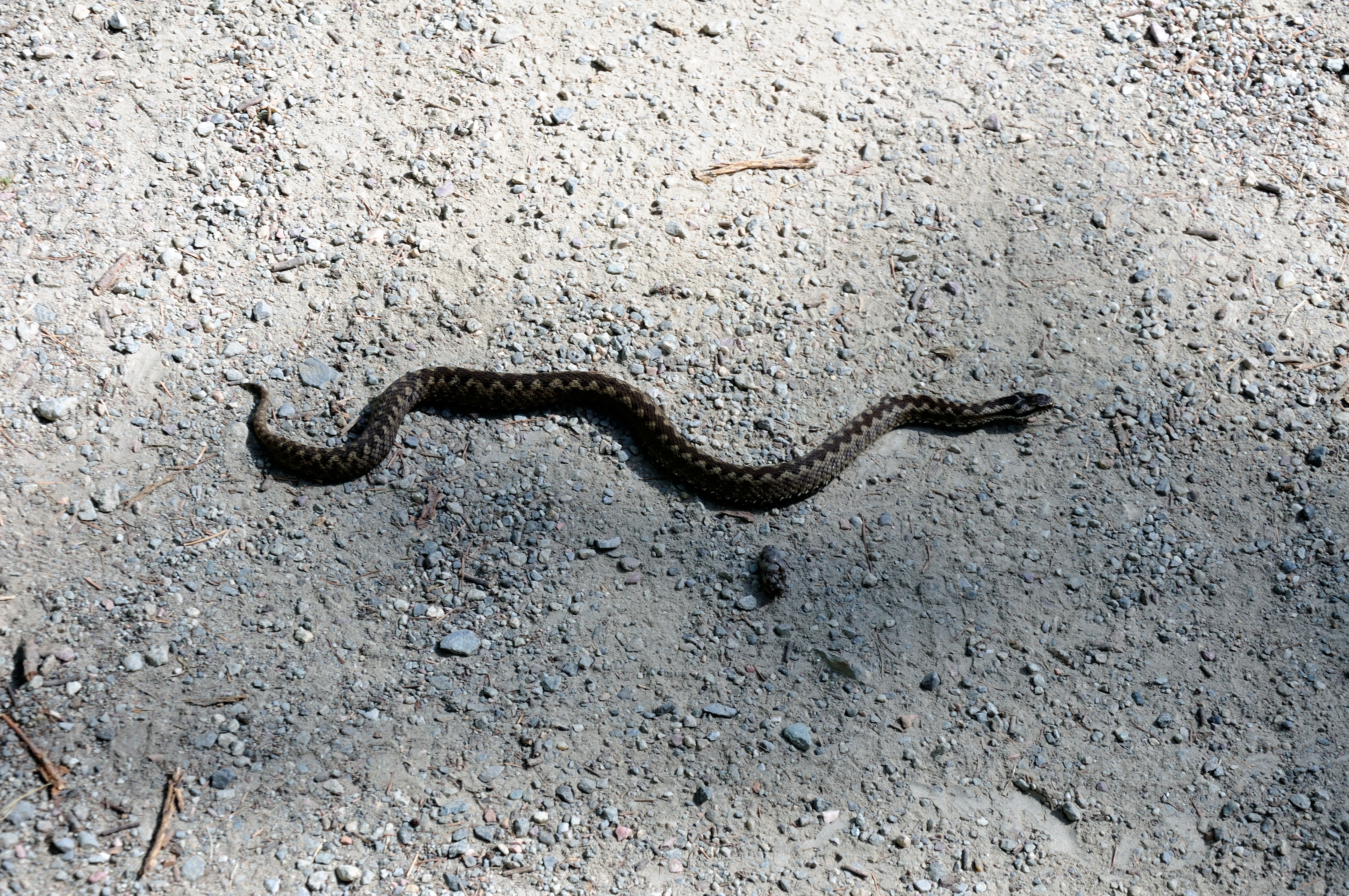